# Atari SA
Atari SA mit Sitz in Paris ist ein börsennotierter französischer Hersteller von Computerspielen. Das Unternehmen ging aus dem 1983 unter dem Namen Infogrames gegründeten französischen Entwicklungsstudio hervor. Durch zahlreiche Akquisitionen stieg das Unternehmen zeitweise zu einem weltweit führenden Hersteller und Distributor von Computerspielen auf. Mit der Übernahme von Hasbro Interactive gelangte das Unternehmen zudem in den Besitz der Namensrechte des früheren Konsolenherstellers Atari. Nachdem das Unternehmen von 2003 an bereits mehrere Tochterfirmen in Atari umbenannt hatte und alle seine Spiele unter diesem Label publizierte, wurde 2009 schließlich auch der Konzern selbst von Infogrames Entertainment SA in Atari SA umbenannt.

## Firmengeschichte

### 1983: Gründung als Infogrames

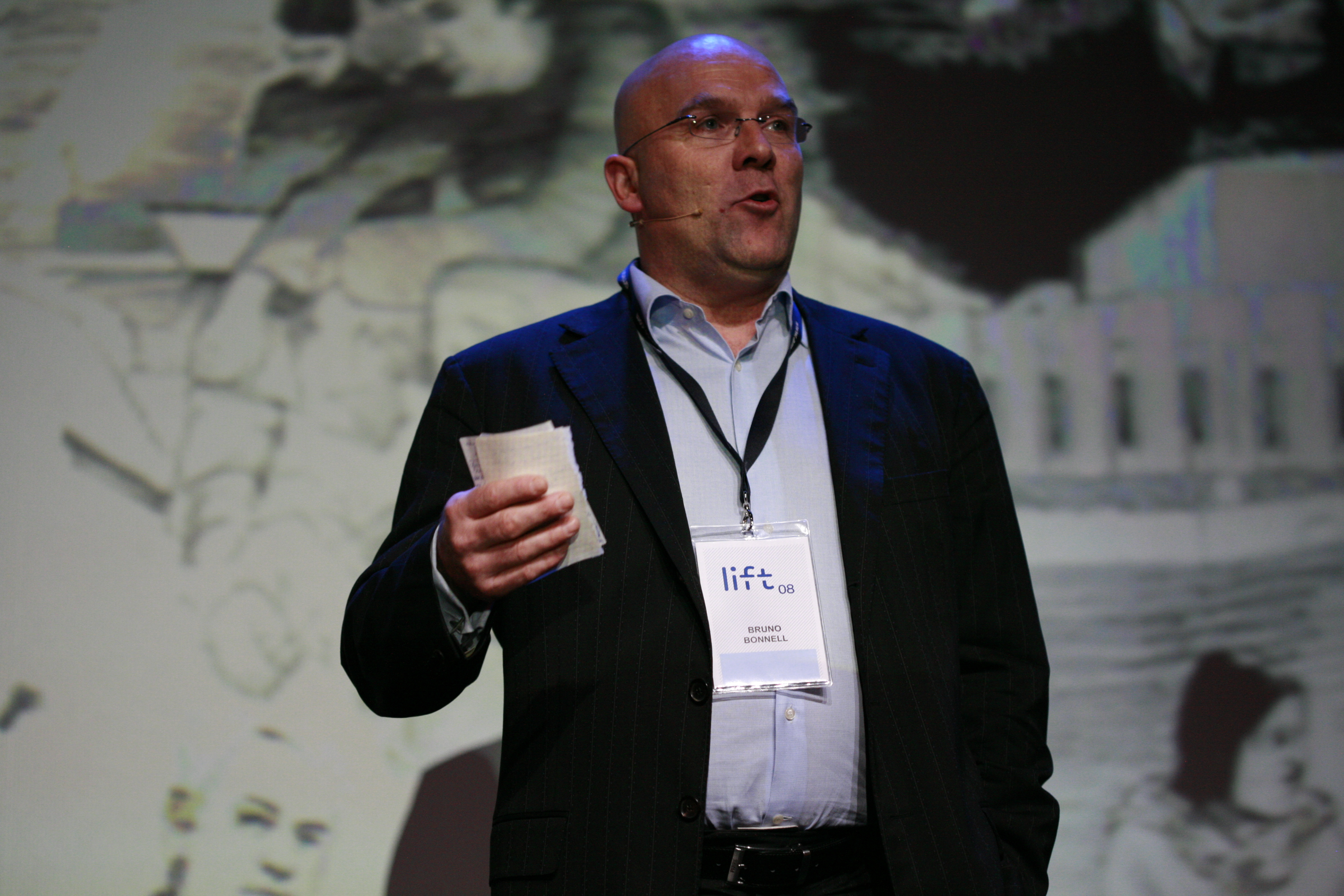
Firmengründer Bruno Bonnell im Jahr 2008.

Infogrames (Aussprache: ɛ̃fɔˈɡʁam (französisch), ˌɪnfoʊˈɡræmz (englisch)) wurde am 1. Juni 1983 von Bruno Bonnell und Christophe Sapet in Lyon gegründet. Bei dem Namen handelte es sich um ein Kofferwort bestehend aus den französischen Wörtern „informatique“ (Informatik) und „programme“ (Programm). Das Firmenlogo des Unternehmens zeigte die Abbildung eines Gürteltiers, kombiniert mit dem Firmenschriftzug. Zu den bekanntesten Titeln des Unternehmens zählte unter anderem das 1992 veröffentlichte Survival-Horror-Spiel Alone in the Dark.

### 1996: Expansion durch Zukäufe
Von 1996 bis 2002 begann sich das Unternehmen mit der weltweiten Übernahme zahlreicher Mitbewerber sukzessive zu vergrößern und stieg damit im Geschäftsjahr 2001/2002 zeitweise zum weltweit drittgrößten Hersteller von Spielesoftware nach Electronic Arts und Vivendi Universal Games auf. Ziel war es, erst schrittweise Infogrames Präsenz auf weitere Länder auszudehnen, später dann den Output an neuen Spielen zu erhöhen. Diese Vergrößerungen wurden allerdings mit einer zunehmenden Verschuldung des Konzerns erkauft. So betrug die Gesamtverschuldung des Konzerns im Jahr 2000 600 Millionen US-Dollar. Bei den übernommenen Unternehmen handelte es sich dabei im Detail um:
- 1996: Ocean Software für rund 100 Millionen US-Dollar, mit anschließender Umbenennung in Infogrames UK.[5][6]
- 1997: Philips Media BV, einschließlich der Unternehmen Bomico (Deutschland), Ecudis (Frankreich) und Leisuresoft (Großbritannien). Die Bomico Unterhaltungssoft- und -hardware Vertriebs GmbH (HRB 34030, AG Offenbach am Main) firmierte in Infogrames Deutschland GmbH um.[7]
- 1998: Erwerb einer Mehrheitsbeteiligung von 62,5 % am australischen Distributor OziSoft im Dezember, der in Infogrames Australia umbenannt wurde; im April 2002 wurden auch die verbliebenen Anteile erworben.[8][9]
- 1999: Übernahme von Gremlin Interactive für 40 Millionen US-Dollar im April,[10] Umbenennung in Infogrames Sheffield House; Schließung 2003.
- 1999: Accolade wurde im April für 50 Millionen US-Dollar in bar übernommen; Infogrames kündigte für die Zeit nach der Übernahme zusätzliche Investitionen in Höhe von zehn Millionen US-Dollar an.[11] Infogrames erhoffte sich von der Übernahme eine Verbreiterung seiner Produktpalette und ein stärkeres Standbein im US-Markt.[12]
- 1999: Ein Studio des australischen Entwicklers Beam Software wurde Teil des Unternehmens, später umbenannt in Infogrames Melbourne House Pty Ltd.[13]
- 2000: Paradigm Entertainment wurde für 19,5 Millionen US-Dollar und der kanadische Entwickler Den-o-Tech Int. (DTI) für 5,6 Millionen US-Dollar übernommen; letzterer wird später umbenannt in Infogrames DTI.[6]
- 2002: Übernahme von ABS Multimedia, Arcadia und der Schweizer Gamecity GmbH.

Einige dieser Übernahmen wie Accolade und Gremlin bezeichnete Bonnell in einem Interview 2004 nachträglich als Fehler.

### 1999: Übernahme von GT Interactive

Varianten des Gürteltier-Logos von Infogrames bis zur Umbenennung in Atari
1983–1996 (Alternatives Logo)
1996–2000
2000–2003

Zu den wichtigsten Übernahmen zählte der Erwerb eines 70%igen Anteils am amerikanischen Publisher GT Interactive im Dezember 1999 für 135 Millionen US-Dollar sowie die Übernahme von Unternehmensschulden in Höhe von 75 Millionen US-Dollar.
Das 1993 gegründete Unternehmen GT Interactive wurde u. a. durch das Adventure Discworld Noir und durch den Vertrieb von Spielen wie z. B. Unreal, Doom, Duke Nukem, Blood, Prisoner of Ice und die ersten Oddworld-Spiele bekannt. Zum Zeitpunkt der Übernahme war der Publisher finanziell schwer angeschlagen und hatte mit Hilfe der Investmentbank Bear Stearns nach einem Fusionspartner oder Käufer gesucht. Infogrames, zu diesem Zeitpunkt der größte europäische Computerspiel-Publisher, gelangte durch die Übernahme in den Besitz des amerikanischen Distributions-Netzwerks und des Softwarekatalogs des Unternehmens, unter anderem mit den Spielereihen Driver und Deer Hunter. Hinzu kamen die sieben zu GT Interactive gehörenden Entwicklungsstudios, darunter Humongous Entertainment, Legend Entertainment und Reflections Interactive. GT Interactive wurde im Mai 2000 in Infogrames, Inc. umbenannt.

### 2001: Übernahme von Hasbro Interactive
Im Januar 2001 folgte die Übernahme von Hasbro Interactive, der Software-Sparte des Hasbro-Konzerns für 100 Millionen, bezahlt durch 4,5 Millionen Infogrames-Stammaktien im Wert von 95 Millionen US-Dollar und fünf Millionen US-Dollar in bar. Infogrames übernahm dadurch den Entwickler und Publisher MicroProse mitsamt seinen Niederlassungen, einschließlich der Rechte an dessen Spielerserien Civilization, Falcon, Grand Prix und RollerCoaster Tycoon. Da MicroProse zu diesem Zeitpunkt auch die Rechte am Textadventure-Hersteller Magnetic Scrolls hielt, gingen auch diese im Zuge dieser Akquisition an Infogrames über. Weiterhin umfasste die Übernahme die Namensrechte des ehemaligen Konsolen- und Spieleherstellers Atari und dessen Produkte, darunter die Titel Centipede, Missile Command und Pong. Zusätzlich erhielt Infogrames für 15 Jahre plus einer leistungsabhängigen Option auf weitere fünf Jahre die exklusiven Rechte für die Entwicklung und den Verkauf von Computerspielen auf Basis von Hasbro-Spielemarken, darunter die Marken Dungeons & Dragons, Monopoly, Scrabble, Risiko, Cluedo, Mr. Potato Head und Mein kleines Pony. Hasbro Interactive wurde nach der Übernahme in Infogrames Interactive, Inc. umbenannt. Das MicroProse-Entwicklerstudio in Großbritannien wurde bereits am 20. September 2002 geschlossen.
Die letzten größeren Akquisitionen dieses Zeitraums bestanden in der vollständigen Übernahme des französischen Entwicklers Eden Studios für 4,1 Millionen US-Dollar, an dem das Unternehmen zuvor bereits einen Anteil von 19,8 % besessen hatte, und des US-amerikanischen Entwicklers Shiny Entertainment für 47 Millionen US-Dollar. Infogrames erhielt dadurch die Rechte an den Titeln V-Rally 3 und Test Drive Unlimited (Eden Games), sowie an Enter the Matrix (Shiny Entertainment), dem ersten Computerspiel auf Basis der Filmlizenz zu The Matrix.

### 2003: Umwandlung zur Atari-Gruppe
Bereits mit der Veröffentlichung von MX Rider im Jahr 2001 veröffentlichte Infogrames wichtige Großproduktionen unter dem Atari-Label. Im Mai 2003 wurden sämtliche operativen Einheiten des Konzerns in Atari umbenannt, wobei die Konzernholding selbst weiterhin ihren Namen als Infogrames SA beibehielt. Infogrames, Inc. (vormals GT Interactive) firmierte seither als Atari, Inc. Infogrames Interactive (ehemals Hasbro Interactive) wurde in Atari Interactive, Infogrames UK in Atari UK umbenannt. Ähnlich verfuhr Infogrames mit seinen anderen Distributionsniederlassungen: Infogrames Australia Pty Ltd wurde zu Atari Australia Pty Ltd. Die Rechte an dem Namen Atari hatte das Unternehmen bereits im Januar 2001, zusammen mit dem Teilbereich Hasbro Interactive, von Hasbro gekauft.
Seit der Übernahme von GT Interactive verlagerte sich Infogrames’ Fokus zunehmend auf den US-amerikanischen Markt. Zum Zeitpunkt des Namenswechsels erwirtschaftete der Publisher rund 65 % seines Umsatzes in den USA. Die US-Tochter hatte jedoch mit häufigen Wechseln in der Geschäftsführung zu kämpfen und blieb stark defizitär. Im Juli 2006 wurde Reflections mitsamt der Driver-Lizenz an den französischen Publisher Ubisoft verkauft. Im Oktober 2006 wurde das Entwicklerstudio Shiny an Foundation 9 verkauft.

### 2007–2011: Häufig wechselnde Geschäftsführung und Rückzug aus Europa
Am 5. April 2007 wurde bekannt, dass der letzte verbliebene Infogrames-Gründer und langjährige Firmenleiter Bruno Bonnell das Unternehmen verlassen habe. Neuer CEO und Chairman wurde der Franzose Patrick Leleu. Bonnells Abschied wurde an der Börse allgemein positiv aufgenommen, Analysten sahen in diesem Schritt die Möglichkeit zu einer Neuorientierung des Unternehmens. Am Tag der Ankündigung stieg der Wert der Infogrames-Aktie daher um 24 %. Bereits seit September 2006 lief gegen die seit längerem kriselnde US-Tochter Atari, Inc., die zu diesem Zeitpunkt zu 51,4 % im Besitz von Infogrames war, ein Verfahren zum Ausschluss vom Handel an der Technologiebörse NASDAQ, da der Wert dauerhaft unter die Pflichtmarke von einem Dollar gefallen war. Am 5. September 2007 wurde die Aktie schließlich aus dem Handel genommen. Infogrames übernahm daher für rund elf Millionen US-Dollar die verbliebenen Anteile seiner US-Tochter und reagierte mit einem radikalen Umbau des Board of Directors von Atari, Inc. sowie der Entsendung eines Übergangs-CEOs. Im März 2008 wurde schließlich Jim Wilson zum President und CEO von Atari, Inc. ernannt, Gesamtkonzern-Chef Leleu hingegen war bereits im Januar 2008 wieder von seinen Posten zurückgetreten. Ihm folgten der frühere EA-Manager David Gardner als CEO und Phil Harrison, der ehemalige Leiter der Sony Studios Worldwide, als President. Unter Gardner und Harrison veräußerte Atari im September 2008 34 % seiner Tochter Atari Europe an den japanischen Publisher Namco Bandai. Im Dezember 2008 erwarb Infogrames den auf MMOs spezialisierten Entwickler Cryptic Studios für 28 Millionen US-Dollar und weitere 48 Millionen Dollar an erfolgsabhängigen Boni, hauptsächlich um seine US-Tochter Atari, Inc. neu aufzustellen.
Im Mai 2009 kam es schließlich zu mehreren entscheidenden Veränderungen. Am 14. Mai wurde bekannt, dass Infogrames seine europäische Distributions-Niederlassung Atari Europe vollständig an Namco Bandai abstoßen und sich damit aus dem europäischen Sektor zurückziehen werde. Die US-Tochter Atari, Inc. blieb davon unberührt. Da der Atari-Name zudem größere Bekanntheit besaß und die unterschiedlichen Firmenbezeichnungen in der Öffentlichkeit bisweilen als verwirrend aufgefasst wurden, benannte sich auch der Infogrames Entertainment SA in Atari SA um. Weiterhin zog sich Phil Harrison von seinem Posten als President und damit aus der Geschäftsführung zurück, verblieb dem Unternehmen jedoch als Director of the Group verbunden. Im selben Zug wurde als neuer Chief Operating Officer der ehemalige COO von THQ und CEO von Take 2, Jeff Lapin, verpflichtet.
Am 11. Dezember 2009 trat David Gardner vom Posten des Geschäftsführers der Atari SA zurück, sein Nachfolger wurde Lapin, der das Unternehmen von Los Angeles aus leitete. Unterstützt wurde er durch ein sogenanntes Executive Committee, bestehend aus Jim Wilson (CEO Atari, Inc.), John Needham (CEO Cryptic Studios), Fabrice Hamaide (CFO Atari SA) und Alexandra Fichelson (General Secretary). Im April 2010 wurde Nolan Bushnell, 1973 Gründer des ursprünglichen Konsolenherstellers Atari, Berater und Aufsichtsratsmitglied des Unternehmens. Lapin verließ das Unternehmen im Dezember 2010, sein Nachfolger an der Spitze des Gesamtkonzerns wurde der bisherige President und CEO der US-Tochter Atari, Inc., Jim Wilson. Im selben Geschäftsjahr wurde der Sitz des Unternehmens von Lyon nach Paris verlegt.
Im Mai 2011 stieß Atari sein Entwicklerstudio Cryptic Studios für 35 Millionen Euro bzw. 49,8 Millionen US-Dollar in bar an das chinesische Unternehmen Perfect World ab, nachdem das Unternehmen die beiden Jahre zuvor lediglich Verluste in Höhe von 12,6 Millionen Euro und 5,3 Millionen Euro verzeichnet hatte.

### 2013–2020: Rettung und Restrukturierung unter Chesnais
Ende Januar 2013 kündigte das Unternehmen an, Insolvenz erklären zu müssen, nachdem die US-Tochter Atari, Inc. Gläubigerschutz nach Chapter 11 mit dem Ziel beantragt hatte, sich vom Mutterkonzern zu lösen. Auslöser waren unter anderem die bereits 2010 angekündigten Bestrebungen des Hauptanteilseigners BlueBay, seine Anteile am Unternehmen abzustoßen; da kein passender Neuaktionär gefunden werden konnte, sah sich die US Tochter gezwungen, Gläubigerschutz zu beantragen. Kurz danach, am 5. Februar 2013 wurde jedoch bekannt, dass eine Insolvenz des Mutterunternehmens, Atari SA vermieden werden konnte: Frédéric Chesnais, von 2001 bis 2004 CFO und COO von Infogrames Entertainment sowie von 2004 bis 2007 CEO der Tochter Atari Interactive, übernahm über seine Investmentfirma Ker Ventures von BlueBay 25,23 % des Unternehmens und stellte kurzfristiges Kapital in Höhe 250.000 Euro zur Verfügung. Chesnais zahlte symbolisch 400 Euro für BlueBays 7.451.122 Anteilsscheine und Pflichtwandelanleihen im Gegenwert von weiteren 5.528.736 Aktien. Chesnais wurde mit dem Deal zum CEO von Atari SA ernannt. Gleichzeitig übernahm der auf Sanierungen spezialisierte Investor Alden Fund einen 21 Millionen Euro hohen Unternehmenskredit von BlueBay und verschaffte Atari eine Finanzierung über weitere fünf Millionen US-Dollar.
Da die Suche nach einem geeigneten Käufer für Atari, Inc. erfolglos blieb, gab die US-Tochter bekannt, sämtliche verbliebenen Rechte, einschließlich der Marke Atari, in einer Auktion im Juli 2013 zum Verkauf anbieten zu wollen. Auch Atari SA, das sein Schicksal in einer Stellungnahme an seine Aktionäre vom 15. Mai eng mit dem Ausgang des Insolvenzverfahrens seiner US-Tochter verknüpft sah, begann mit dem Verkauf von Markenrechten, etwa die Rechte an seinem Action-Adventure Outcast, der Strategieserie Desperados und dem Rollenspiel Silver. Am 25. Juni 2013 wurde bekannt, dass Nordic Games die Markenrechte zu Silver und Desperados erworben habe. Die Rechte an Outcast wurden an die Schöpfer des Spiels zurückverkauft. Letztlich wurde für das Portfolio der Atari, Inc. jedoch kein ausreichend hohes Angebot eingereicht. Stattdessen erarbeitete die Unternehmenstochter einen Insolvenzplan, der im Dezember 2013 vor dem Insolvenzgericht in Manhattan angenommen wurde.
Ende März kündigte Atari eine Partnerschaft mit FlowPlay über die Entwicklung eines Casino-Spiels mit Atari-Klassikern für Webbrowser, soziale Netzwerke und Mobilgeräte an, im April 2014 veröffentlichte das Unternehmen den Smartphone-Titel Rollercoaster Tycoon 4 Mobile. Im Mai 2014 gab Chesnais gegenüber VentureBeat an, die Marke Atari aufgrund der wechselhaften Vergangenheit und zahlreichen Besitzerwechsel neu positionieren und wieder auf seine ursprüngliche Kernidentität zurückführen zu wollen. Künftig werde die Firma daher primär externe Studios mit der Entwicklung von Spielen zu vorhandenen Atari-Marken beauftragen und sich auf die Produktion und Distribution derselbigen konzentrieren. Gleichzeitig deutete er aber auch Überlegungen an, wieder ins Hardwaregeschäft einsteigen und Atari als Lifestyle-Marke wiederbeleben zu wollen. Im Juni wiederum gab Chesnais an, das Geschäftsfeld auf Mobile- und Online-Plattformen erweitern und neue Marktfelder und -gruppen einschließlich „LGBT, Social Casinos, Glücksspiel und YouTube“ erschließen zu wollen. Mit Haunted House: Cryptic Graves (2014), Alone in the Dark: Illumination (2015) und RollerCoaster Tycoon World (2016) veröffentlichte Atari Nachfolger zu bekannten eigenen Marken.
Im März 2018 verkündete Atari eine Partnerschaft mit Animoca Brands, um seine Spielemarken wie z. B. Rollercoaster Tycoon mit Blockchain-Technologien zu verknüpfen und neu auf den Markt zu bringen. Im Rahmen dieser Partnerschaft beteiligte sich Atari mit 250.000 € an Animoca. Mit der Ataribox bzw. Atari VCS sollte außerdem der Versuch unternommen werden, wieder ins Hardwaregeschäft einzusteigen. Optisch an den ursprünglichen Atari 2600 angelehnt, sollte sie auf zeitgemäßer Hardware aufbauen und ein offenes, linuxbasiertes Betriebssystem mit einerseits Zugriff auf eine Sammlung von 100 alten Atari-Spielen bieten, als auch übliche Funktionen wie Social-Media- und Streaming-Angebote sowie die Möglichkeit, weitere auf Linux lauffähige Spiele nutzen zu können. Zur Finanzierung wurde u. a. eine Crowdfunding-Kampagne über Indiegogo gestartet, die mehr als 2,8 Millionen US-Dollar von beinahe 11.600 Unterstützern einbrachte. Im September 2018 wurden die Markenrechte an Alone in the Dark und Act of War an THQ Nordic verkauft.
Zusammen mit dem Immobilienentwickler GSD Group plante Atari 2020 die Eröffnung von acht Themenhotels in den USA. Die Hotels sollten den Gästen Spielerfahrungen im Bereich VR/AR bieten und auch als Veranstaltungsstätten für eSport-Events nutzbar sein. Die ersten Entwürfe des Architekturbüros Gensler wurden im Oktober 2020 öffentlich gemacht. Flankiert wurde dies mit Investments in eine eigene Kryptowährung namens Atari Coin. Diese wurde in einem Joint Venture mit dem in Dubai ansässigen Unternehmens ICICB entwickelt. Die Monetarisierungsplattform Arkane Network sollten bei der Verbreitung der neuen Kryptowährung unterstützen.
Im März 2021 kündigte Atari mehrere Unternehmungen an. Zusammen mit Decentral Games wurde die Eröffnung eines Online-Casinos mit Atari-Branding im virtuellen Decentraland, das auf der Ethereum-Blockchain aufbaut, bekanntgegeben. Mit Unterstützung von ICICB weitete Atari laut einer Pressemitteilung seine Hotelpläne zunächst auf Dubai, Spanien und Gibraltar aus. Wenige Tage später wurde die nochmalige Ausweitung auf weitere Länder in Europa, Asien und Afrika verkündet, außerdem sollte die hauseigene Kryptowährung in diesen Hotels genutzt werden können. Im Gegenzug für die Lizenzierung seines Markennamens sollte Atari 5 % der Hotelumsätze erhalten. Außerdem verkündete das Unternehmen Pläne, in Kooperation mit der Animoca-Tochter Bondly Finance NFTs anbieten zu wollen, bezahlbar unter anderem mit der eigenen Kryptowährung Atari Coin. In Anlehnung an die anhaltende Popularität von Kryptowerten wurde die Schaffung eines eigenen Atari Metaverse verkündet. Dazu zählte auch die Kooperation mit RTFKT Studio über eine virtuelle Atari-Sneaker-Kollektion in limitierter Auflage, die u. a. in Blockchain-Spielen auf Decentraland, in The Sandbox und perspektivisch dem Atari Metaverse nutzbar sein sollten.

### 2021: Retro-Wende unter Rosen
Im April 2021 übernahm Wade Rosen die Geschäftsführung von Frédéric Chesnais. Das Unternehmen bildete zwei unabhängig operierende Divisionen, die von Rosen geführte Gaming-Sparte und die neu gegründete und von Chesnais geleitete Blockchain-Division. Rosen veränderte die Strategie der Gaming-Sparte dahingehend, dass er sich nicht weiter auf Mobile Games und Free-to-play-Geschäftsmodelle konzentrieren wolle. Ausflüge in themenfremde Branchen wie bspw. Online-Casinos oder Atari-Hotels sollten künftig nicht mehr im Fokus stehen. Stattdessen gab Rosen die Rückkehr in das Premium-Spielesegment auf PC und Spielkonsolen zum Leitziel aus. Dafür sollten a) die alten Marken für neue Plattformen und jüngere Generationen zugänglich gemacht werden, b) frühere Titel überarbeitet und modernisiert werden und c) auf Grundlage alter Marken neue Spiele entstehen. Im Juni 2021 erschien nach bewegter Entwicklungszeit – der Hardware-Architekt hatte das Projekt 2019 im Streit um ausbleibende Zahlungen verlassen – und mit einjähriger Verspätung die Retro-Gaming-Konsole Atari VCS. Auch der Marktstart des Atari Token am 2. November 2021 verlief unglücklich. Binnen 36 Stunden fiel dessen Wert um 70 %. Ebenfalls im November 2021 investierte Atari 500.000 US-Dollar in den Streaming-Service Antstream, der u. a. im Atari VCS integriert war. Im selben Atemzug sicherte man sich die zeitlich befristete Option auf die Übernahme der Website Mobygames, der ältesten und größten Online-Datenbank zur Katalogisierung und Dokumentation von Computerspieleveröffentlichung. Bei Aktionärsversammlung im selben Monate machten die Anteilseigner von ihrem Say-on-Pay-Recht, der Abstimmung über die Vorstandsvergütung, Gebrauch und erhoben die Forderung an Ex-CEO Chesnais über die Rückzahlung seiner variablen Vergütung.
Im März 2022 wurde die Mobygames-Übernahme für 1,5 Millionen US-Dollar abgeschlossen. Im April 2022 wurden die Abkommen mit ICICB über die Atari Hotels, Online-Casinos und den Atari Coin aufgekündigt, wobei das Unternehmen die Entwicklung einer neuen, eigenen Kryptowährung als zukünftiges Ziel ausgab. Nach Abschluss einer Rekapitalisierungsrunde wechselte Atari vom Börsensegment Euronext in das mit weniger Berichtspflichten belegte Handelssystem Euronext Growth. Rund um die Feier des 50-jährigen Bestehens der Marke Atari und in Einklang mit Rosens neuer Strategie wurden neue Spieletitel veröffentlicht. In Atari Mania wurden in ein Adventure-Grundspiel acht Action-Levels bzw. Minispiele eingebettet, die auf alte Atari-Spiele zurückgehen (u. a. Pong, Missile Command, Asteroids). Mit Atari 50: The Anniversary Celebration wurden zahlreiche Klassiker in ihrer ursprünglichen Form für neue Hardwaregenerationen verfügbar gemacht und in eine digitale Ausstellung über die Firmengeschichte eingebettet. Adamvision Studios schuf sieben zeitgemäße Neuauflagen alter Atari-Klassiker, die jeweils mit dem Zusatz Recharged veröffentlicht wurden (u. a. Centipede: Recharged, Asteroids: Recharged). Im Dezember erfolgte jedoch die Einstellung der Atari VCS, nachdem die Umsätze von zuvor 2,3 Millionen US-Dollar auf 200.000 US-Dollar zurückgegangen waren. Atari verzeichnete in diesem Geschäftsjahr einen Verlust von 5,3 Millionen US-Dollar. In diesem Zug gab CEO Rosen, der zu diesem Zeitpunkt bereits 30 % der Unternehmensanteile an Atari hielt, ein Angebot für die Übernahme einer kontrollierenden Mehrheit an dem Unternehmen ab.
Im März 2023 erwarb Atari im Einklang mit seiner Retro-Strategie die Rechte an zwölf Spieleklassikern, darunter Berzerk und Frenzy. Wenige Tage später gab Atari außerdem die Übernahme des auf Remakes und Retro-Spiele spezialisierten Entwicklers Nightdive Studios bekannt. Der Kaufpreis betrug zehn Millionen US-Dollar und beinhaltete die Option auf weitere zehn Millionen Dollar erfolgsabhängiger Bonuszahlungen. Es folgte im April der Rückkauf einiger Marken, die im Zuge der Insolvenz 2013 an den Retro-Vermarkter Tommo veräußert wurden. Das Rechtepaket umfasste 100 Titel der Firmen Accolade, Infogrames und Microprose, darunter die Spielereihen Bubsy, Hardball, Demolition Racer, 1942: Pacific Air War, F-1117A und F-14. Ebenfalls zurückerlangt wurden die Unternehmensmarken Accolade und GT Interactive (GTI). Durch ein Investment in Playmaji, den Hersteller der modularen Retro-Konsole Polymega, sicherte sich der Publisher Juli 2023 einen Partner für die Erweiterung des Softwareangebots auf dem Atari VCS. Beide Unternehmen vereinbarten die Portierung der Polymega-Software als App für das VCS, um dort dieselben Abspielmöglichkeiten wie auf der Konsole anzubieten. Außerdem sollte das Polymega eine Erweiterung für Atari-Spielmodule erhalten. Atari zahlte für diesen Deal 4,6 Millionen Dollar und erhielt im Gegenzug eine nicht-kontrollierende Beteiligung von 53 % an nicht verwässerten und 49 % vollständig verwässerten Anteilen. Die Fan-Community AtariAge wurde im September übernommen und ihr Gründer Albert Yarusso als „interner Historiker“ eingestellt. Im Oktober wurde das ebenfalls auf die Erhaltung und Aufbereitung von Computerspiel-Klassikern spezialisierte Entwicklerstudio Digital Eclipse erworben. Atari zahlte hierfür zunächst 6,5 Millionen US-Dollar in bar und Unternehmensanteilen, mit der Aussicht auf weitere bis zu 13,5 Millionen Dollar erfolgsabhängige Zahlungen. Mit dem Atari 2600+ kam im November 2023 eine neue Retro-Konsole auf den Markt. Im Gegensatz zum glücklose Atari VCS orientierte sie sich an der ursprünglichen Konsole, aufbereitet für die Nutzung an zeitgenössischen Monitoren oder Fernsehern und einschließlich der Möglichkeit, Originalmodule des Atari 2600 und 7800 damit abzuspielen. Im Mai 2024 erwarb Atari zusätzlich die Namensrechte und 200 Spieletitel des ehemaligen Konkurrenten Intellivision.
Im Juli 2025 kündigte Atari als Teil einer europäischen Expansionsstrategie die Übernahme von 82 % der Anteile an der schwedischen Thunderful Group (u. a. Steamworld-Reihe) an. Der schwedische Publisher war zuvor in finanzielle Schieflage geraten, die bereits mehrere Abspaltungen und Standortschließungen zur Folge hatte.

## Spiele
Gelistet sind nur Spiele, die vor der Umstellung auf den Namen Atari von Infogrames entwickelt und veröffentlicht wurden. Für Spiele unter dem Atari-Logo siehe Auflistung im Artikel Atari, Inc. (2003).
- 1985: Die Erbschaft: Panik in Las Vegas
- 1985: Mandragore
- 1985: Vera Cruz
- 1986: L'Affaire…
- 1986: Reisende im Wind
- 1986: L’affaire Sydney
- 1986: Urkunde – Die Erbschaft II
- 1987: Reisende im Wind 2
- 1988: Operation Neptune
- 1988: Tim und Struppi auf dem Mond
- 1989: Drakkhen
- 1989: North & South
- 1989: The Quest for the Time-Bird
- 1989: Hostages
- 1990: Bubble+
- 1990: Continuum
- 1990: Mystical
- 1991: Advantage Tennis
- 1992: Alone in the Dark
- 1993: Alone in the Dark 2
- 1993: Shadow of the Comet
- 1994: Alone in the Dark 3
- 1995: Prisoner of Ice
- 1995: Knight’s Chase: Das zeitlose Abenteuer
- 1995: Tim in Tibet
- 1996: Solar Crusade
- 1996: Tim und der Sonnentempel
- 1997: I-War: Rebellion im Universum
- 1997: V-Rally
- 1998: Bugs Bunny & Lola Bunny: Operation Karotten
- 1998: Heart of Darkness
- 1998: Lucky Luke: Den Daltons auf der Spur
- 1999: Outcast
- 1999: Silver
- 1999: V-Rally 2
- 2000: Frontschweine
- 2000: Lucky Luke: Banditen Express
- 2001: Alone in the Dark: The New Nightmare
- 2001: Desperados: Wanted Dead or Alive
- 2001: Independence War 2: Edge of Chaos
- 2001: Tim & Struppis Abenteuerreisen
- 2002: V-Rally 3